# Ленинский (Куйбышевский район)
Ле́нинский — хутор в Куйбышевском районе Ростовской области.
Входит в состав Куйбышевского сельского поселения.

## Население
| 2010 |
| ---- |
| 89   |

## Улицы
На хуторе имеется одна улица: Садовая.